# Château triangulaire vénitien
Le château triangulaire vénitien (en albanais : Kalaja trekëndore venedikase) est un château en Albanie situé au bord du canal de  Vivari, à proximité du parc national de Butrint.

## Histoire

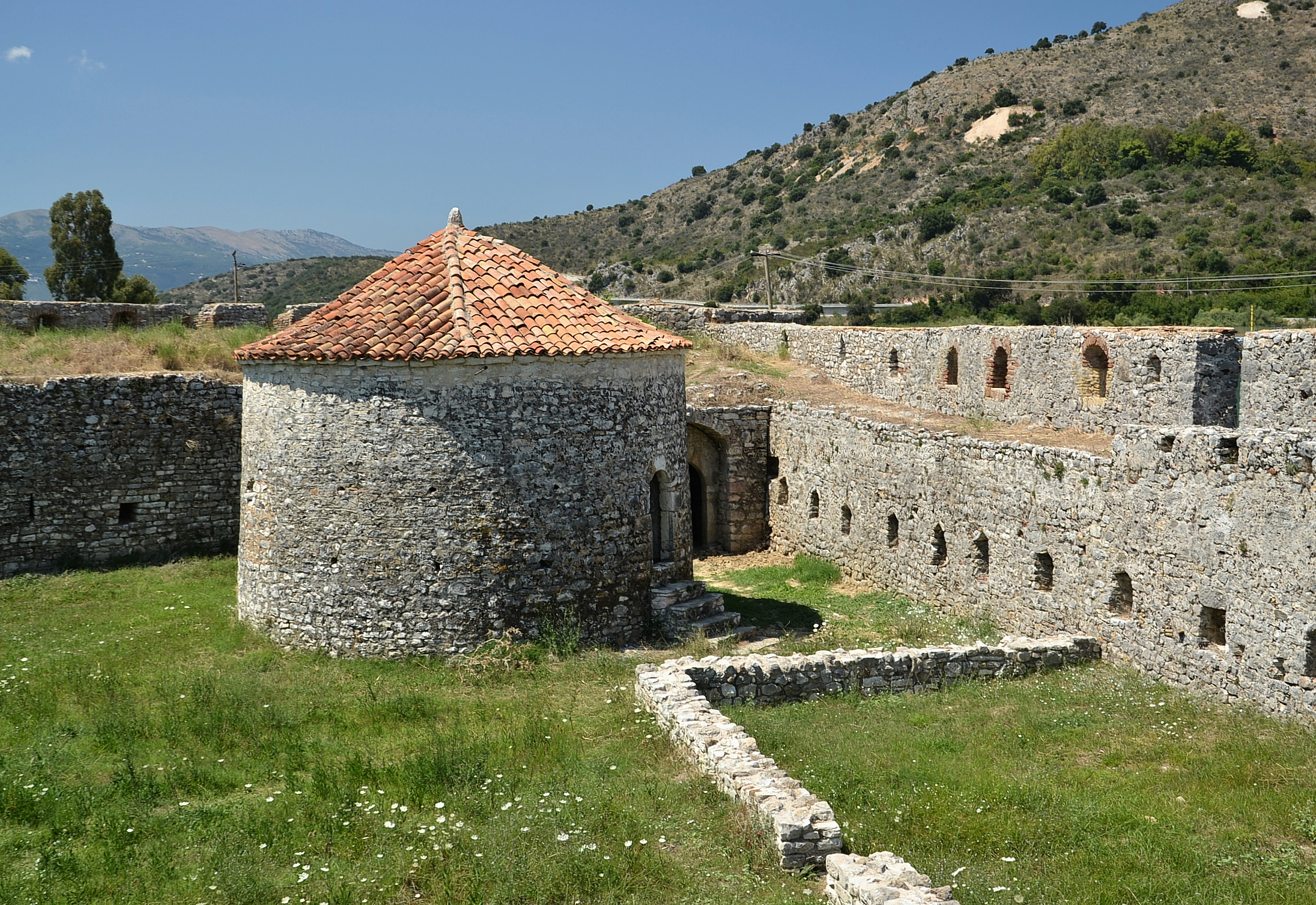
Intérieur du château.

En 1572, lors des guerres entre Venise et les Ottomans, la partie gauche de Butrint et son acropole sont abandonnées. Cela conduit à la création du château qui est construit au XVe siècle par les Vénitiens. Le château est créé pour défendre les nasses de pêche, qui constituaient une source très importante de nourriture et de revenus pour les habitants voisins.

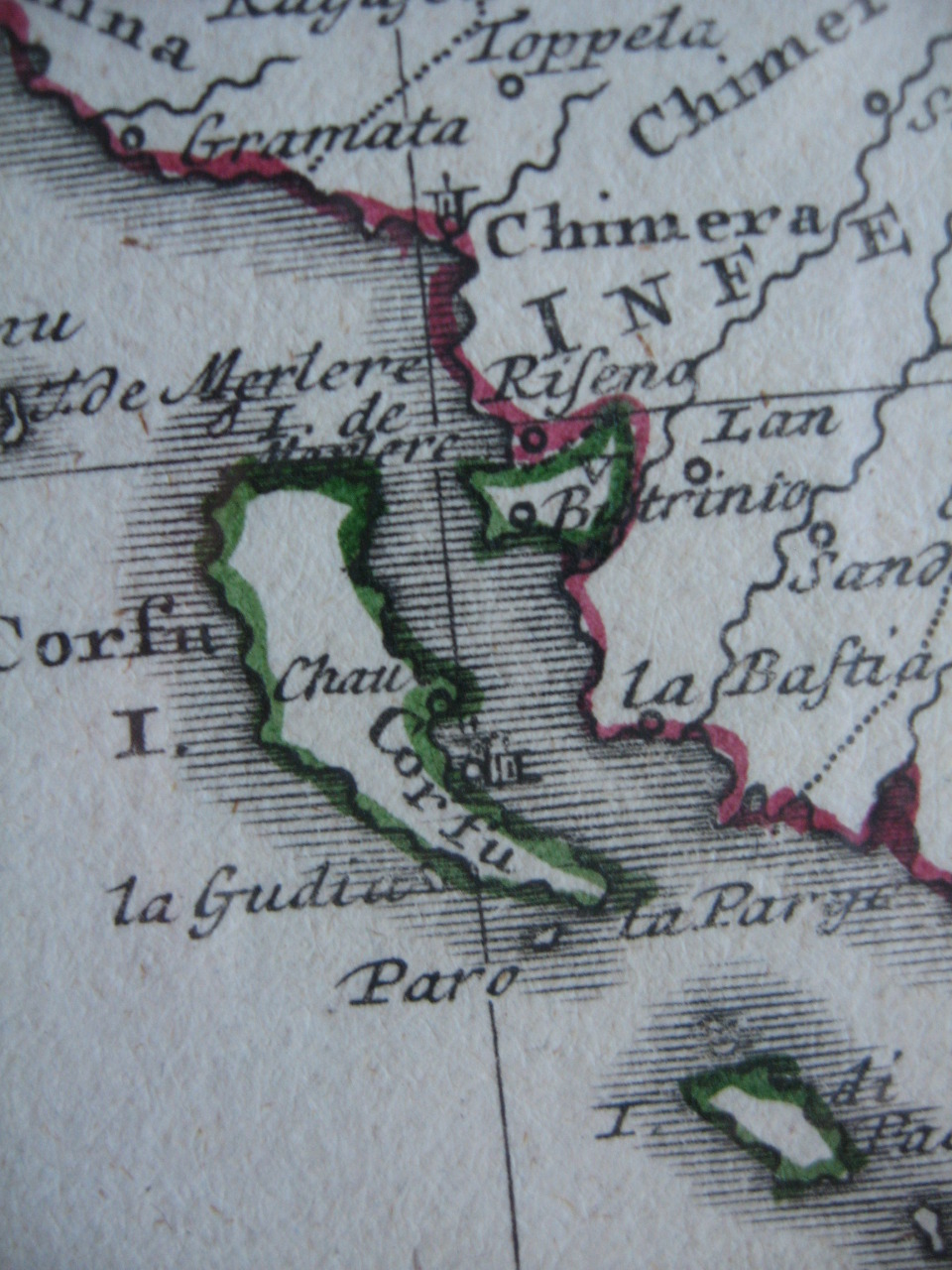
L'exclave vénitienne entourée par les Ottomans.

Le château est pris par les Ottomans en 1655 et 1718, puis repris par les Vénitiens,.

## Accès
Le château est accessible depuis Butrint par un bac à traille.

## Galerie d'images

Château triangulaire vénitien
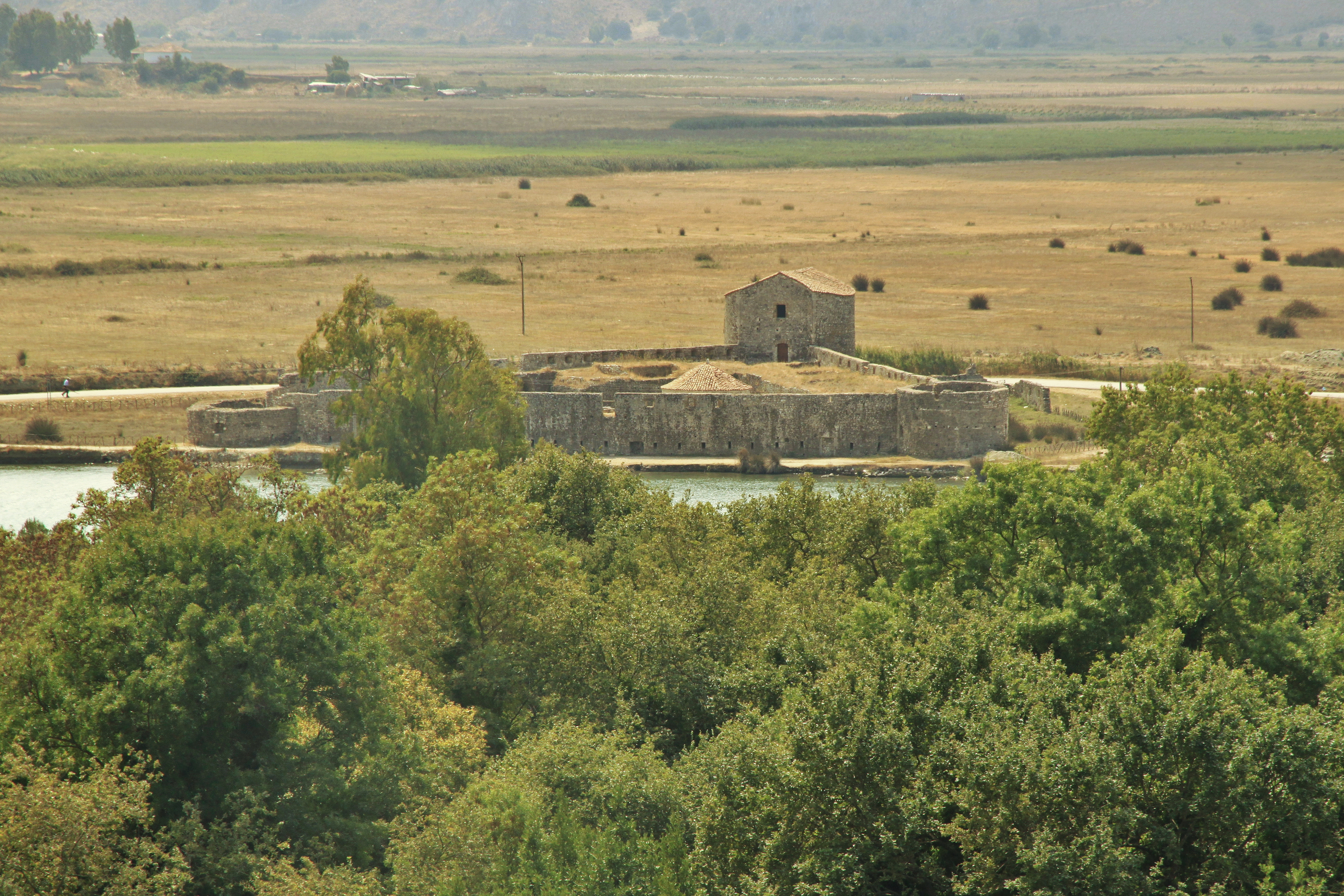
Vue du château depuis Butrint.
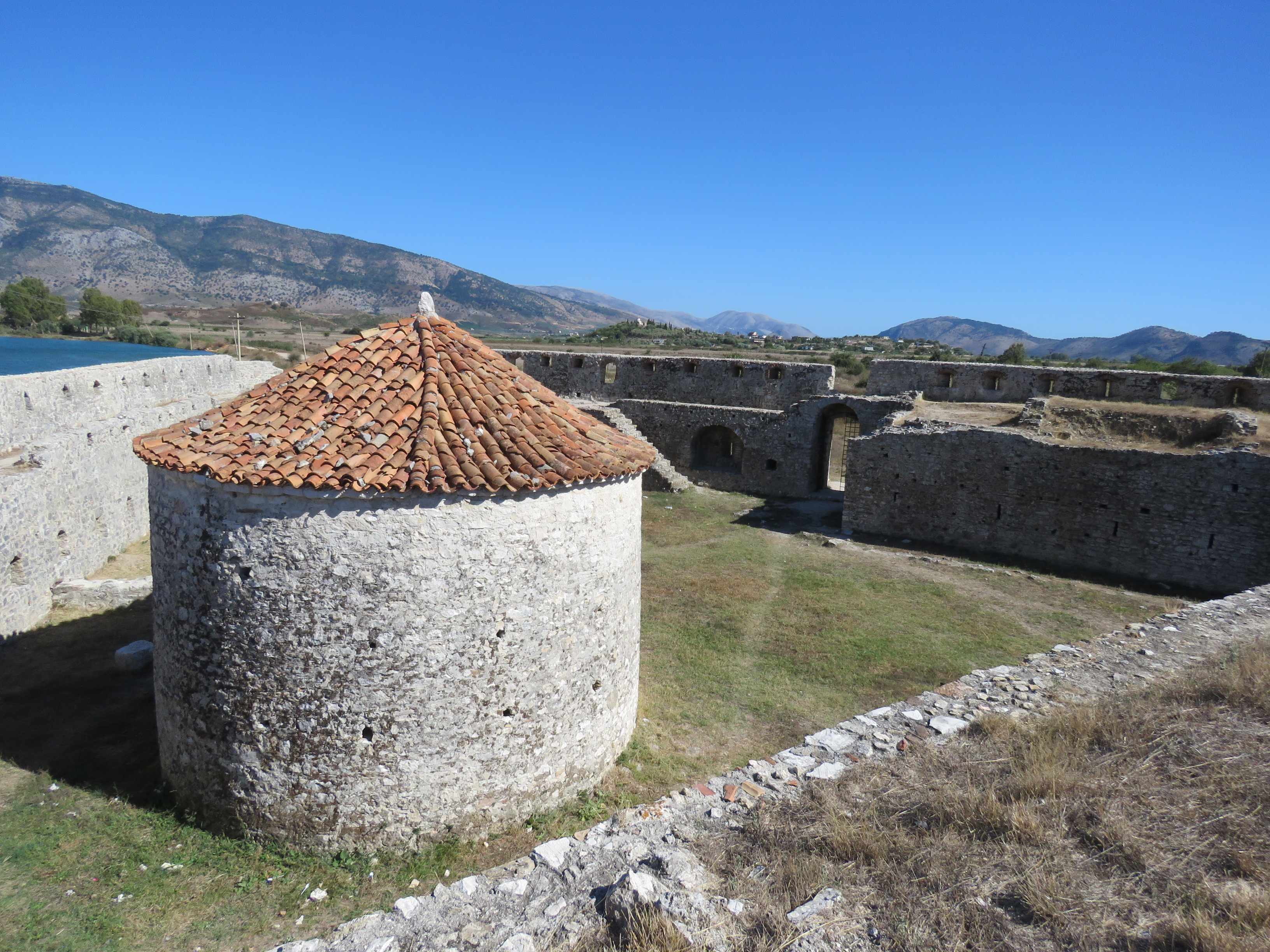
Vue intérieure du château.
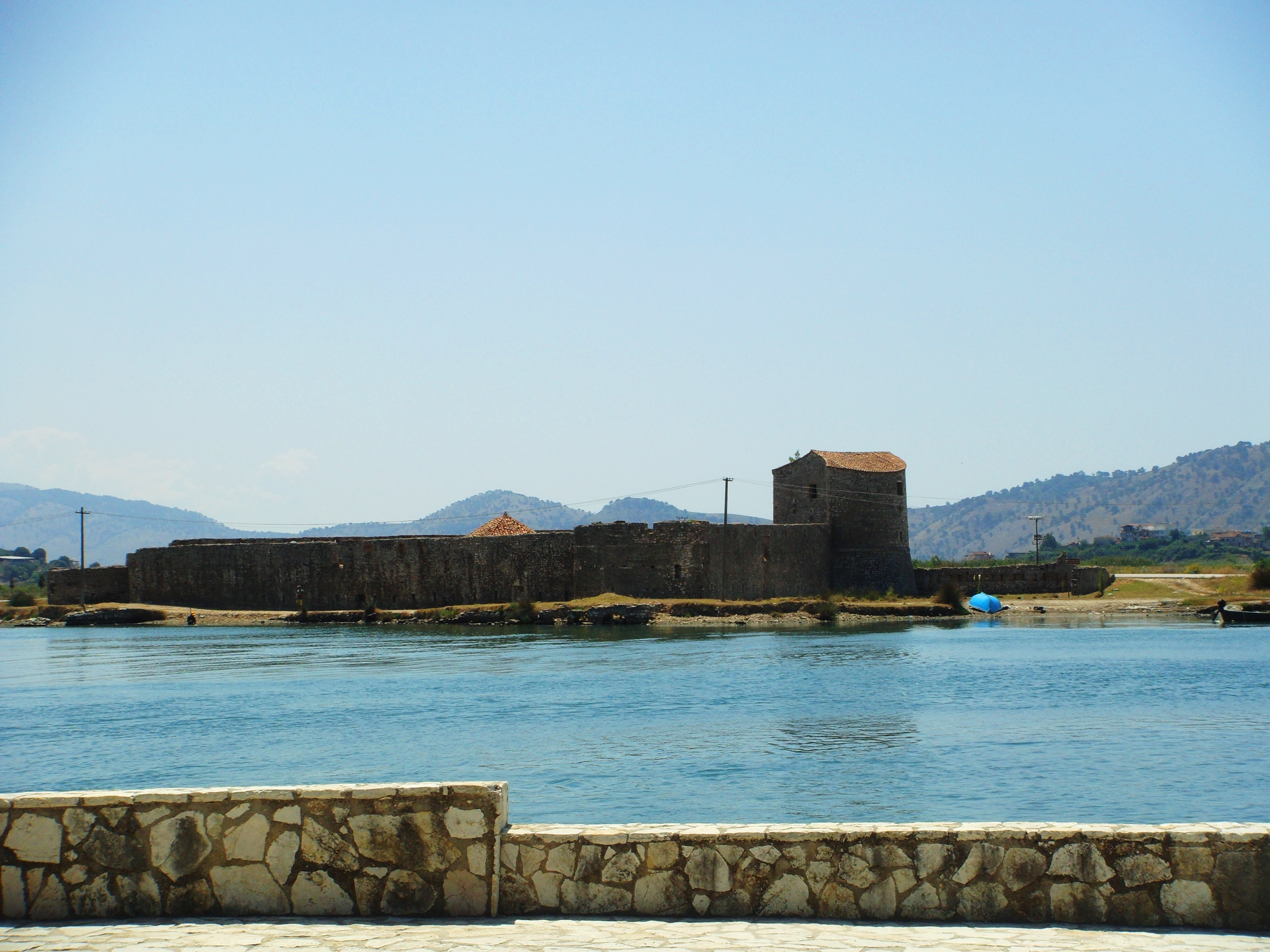
Vue du château depuis l'autre côté du canal de  Vivari.
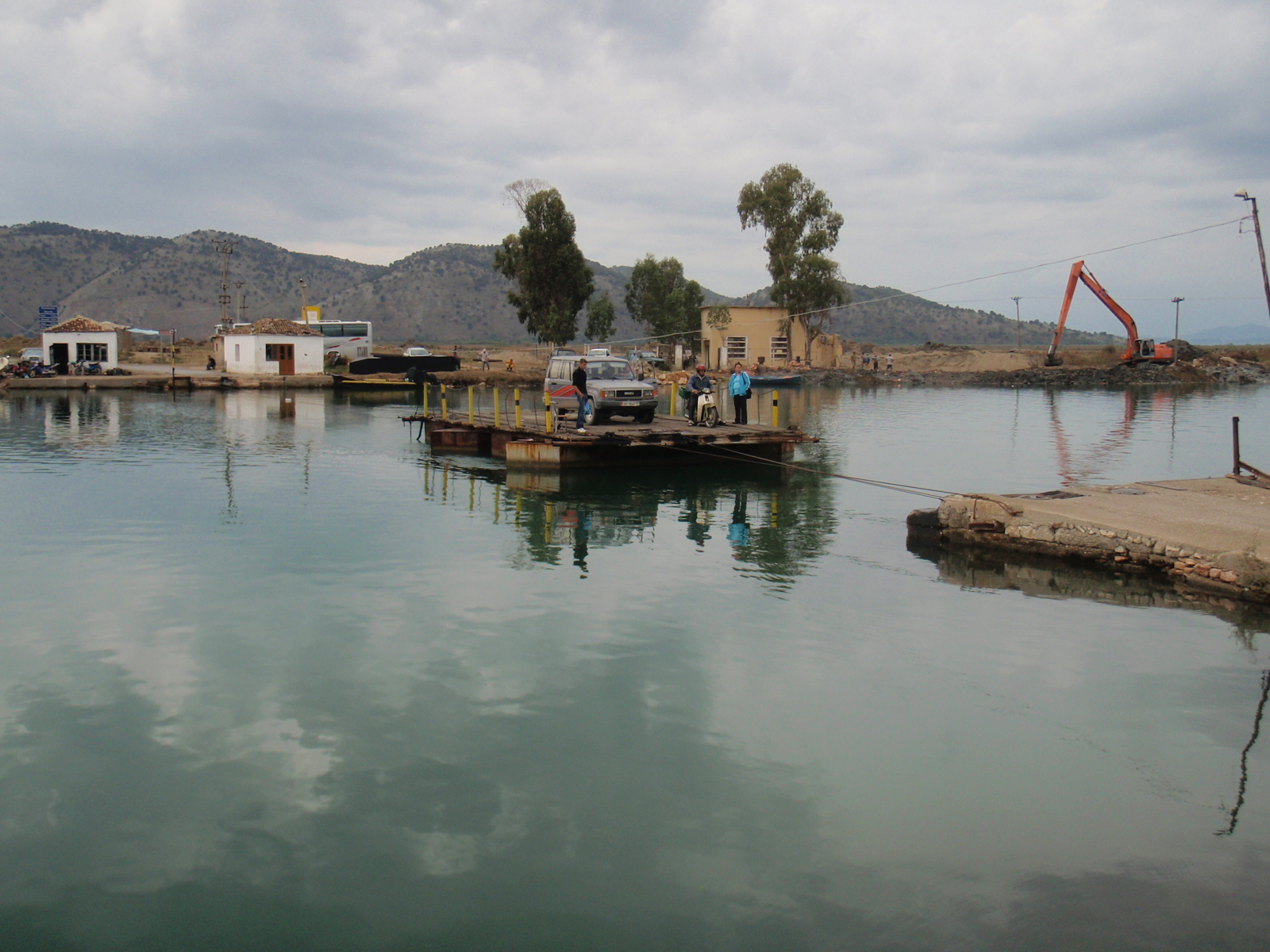
Le bac à traille sur le canal de  Vivari.

## Voir également
- Butrint
- Parc national de Butrint
- Liste des châteaux d'Albanie
- Histoire de l'Albanie